# Jordan Galland
Jordan Galland (* 9. října 1980 New York) je nezávislý americký režisér, scenárista a hudebník (Dopo Yume – Sean Lennon).
Oko bere (film) (Domino-Tropical Moonlight)*  movie „21“ soundtrack songs